# Ewa Ziętek

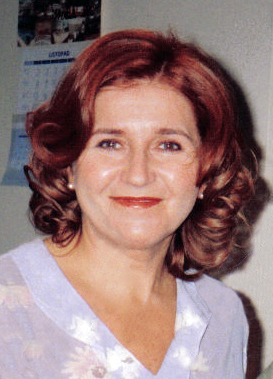
Ewa Ziętek (2007)

Ewa Ziętek (* 8. März 1953 in Katowice) ist eine polnische Theater- und Filmschauspielerin.

## Leben
Ziętek besuchte das „X Liceum Ogólnokształcące im. Ignacego Jana Paderewskiego“ in ihrer Geburtsstadt Katowice. Sie studierte Schauspiel an der Staatlichen Theaterhochschule (Państwowa Wyższa Szkoła Teatralna) in Warschau, wo sie 1975 ihr Schauspieldiplom erwarb.
Von 1975 bis 1983 war sie festes Ensemblemitglied am Nationaltheater Warschau (Teatr Narodowy w Warszawie). Von 1984 bis 1985 war sie am Warschauer Teatr Rozmaitości engagiert. Von 1986 bis 1987 folgte dann ein Engagement am Teatr Dramatyczny in Warschau. Von 1987 nahm sie ein paar Jahre keine Theaterengagements in Polen an. 1988 verließ sie Polen für drei Jahre und arbeitete, aufgrund  ihrer guten Deutschkenntnisse, für Theater und Film in Deutschland. 2000 war sie am Teatr Kwadrat in Warschau engagiert.
Neben ihrem Theaterschaffen wirkte sie in über 60 Filmen mit. Erste Filmrollen hatte sie, bereits vor ihrem Schauspielabschluss, ab Anfang der 1970er Jahre. Ihr Filmdebüt gab sie 1971 in dem polnischen Spielfilm Eine Million für Laura von Regisseur Hieronim Przybyl; sie spielte ein Mädchen in Krakauer Tracht. im Jahr darauf folgte Diese Liebe muß man töten unter der Regie von Janusz Morgenstern. Als Filmschauspielerin wurde sie in Polen besonders mit der Rolle der „mädchenhaft-naiven Braut“ in Andrzej Wajdas Film Die Hochzeit (1973) an der Seite von Daniel Olbrychski bekannt. Mit Wajda arbeitete sie vier Jahre später nochmals bei dem Film Der Mann aus Marmor zusammen. Diesmal hatte sie eine kleinere Rolle als Sekretärin. 1977 spielte sie Zośka, die Frau von Józef (Józef Mikuła), in dem Spielfilm Milioner; 1978 folgte die Rolle der Dienstmagd Marysia in der TV-Miniserie Lalka. 1983 hatte sie eine historische Rolle in der Fernsehserie Blisko, coraz bliżej.
Sie drehte in den 1970er und 1980er Jahren u. a. mit Krzysztof Zanussi (Spirale, 1978) Stanisław Bareja (Was tust du mir, wenn du mich fängst? 1978), Henryk Bielski (Gwiazdy poranne, 1980), Wiesław Saniewski (Unter Aufsicht, 1984), Barbara Sass (Die Mädchen aus Nowolipki, 1986) und Jacek Bromski (Sztuka kochania, 1989).
In der Fernsehserie für Kinder Die Kinder vom Mühlental, die 1985 als polnisch-deutsche Koproduktion entstand, spielte sie die durchgehende Serienrolle der Frau Dendek; sie war die Mutter der Kinder Stanni, Bärbel und Anja. Ab den 1990er Jahren arbeitete sie schwerpunktmäßig für das Fernsehen und wirkte nur gelegentlich in Kinofilmen mit. Von 1997 bis 2006 spielte sie als Marta Gabriel eine der Hauptrollen in der Fernsehserie Złotopolscy.  Daneben hatte sie kleinere und größeren Rollen in anderen Serien (u. a. in Hela w opałach, Kochaj mnie, kochaj! Prawo miasta und Pani Basia, pani Róża).
2009 spielte sie die Rolle einer Frisörin in dem Kurzfilm Wódeczka i panienki; 2010 hatte sie Rollen in den Spielfilmen Projekt dziecko, czyli ojciec potrzebny od zaraz (als Annas Mutter) und Wiegenlied (als Sozialhilfeempfängerin). Ab 2011 folgten weitere Rollen in polnischen Fernsehserien.
Im Oktober 2015 war Ziętek in dem deutschen Fernsehfilm Heimat ist kein Ort auf Das Erste in einer kleinen Nebenrolle zu sehen. Sie spielte die Mutter des polnischen Notars Krzysztof und von dessen Schwester. In ihren kurzen Szenen wurde sie nicht synchronisiert. Sie sprach mit ihrer Originalstimme in Deutsch mit polnischen Akzent.
Ziętek ist seit 2000 in dritter Ehe mit dem deutschen Computergrafiker Rainer Jacob verheiratet, den sie während ihrer Zeit in Deutschland kennengelernt hatte. Ihre Tochter Agata Kryska-Ziętek ist ebenfalls Schauspielerin.

## Filmografie (Auswahl)
- 1971: Eine Million für Laura (Milion za Laurę)
- 1972: Diese Liebe muß man töten (Trzeba zabić tć milość)
- 1973: Die Hochzeit (Wesele)
- 1977: Der Mann aus Marmor (Człowiek z marmuru)
- 1977: Milioner
- 1978: Lalka (TV-Miniserie)
- 1978: Absprung (Nauka latania)
- 1978: Was tust du mir, wenn du mich fängst? (Co mi zrobisz, jak mnie złapiesz)
- 1978: Spirale (Spirala)
- 1980: Gwiazdy poranne
- 1980: Die Verlobte (Kinofilm; Deutsche Demokratische Republik)
- 1983: Blisko, coraz bliżej (Fernsehserie)
- 1984: Planeta krawiec
- 1984: Unter Aufsicht (Nadzór)
- 1985: Fetysz
- 1985: Die Kinder vom Mühlental (Urwisy z Doliny Młynów) (Fernsehserie)
- 1986: Die Mädchen aus Nowolipki (Dziewczęta z Nowolipek)
- 1986: Inneres Leben (Życie wewnętrzne)
- 1989: Sztuka kochania
- 1989: Powroty
- 1993: Berlin Breslauer Platz (Obcy musi fruwać)
- 1997–2006: Złotopolscy (Fernsehserie; Serienhauptrolle)
- 1998: Bride of War (Fernsehserie)
- 2002: Der Tag eines Spinners (Dzień świra)
- 2006: Wir sind alle Christus (Wszyscy jesteśmy Chrystusami)
- 2006: Hela w opałach (Fernsehserie)
- 2006: Kochaj mnie, kochaj! (Fernsehserie)
- 2007: Prawo miasta (Fernsehserie)
- 2007–2009: Tylko milość (Fernsehserie; Serienhauptrolle)
- 2009: Wódeczka i panienki (Kurzfilm)
- 2009: Ohne Namen (Enen)
- 2010: Wiegenlied (Kołysanka)
- 2015: Heimat ist kein Ort (Fernsehfilm; Deutschland)